# Liste der Biografien/Huk
Liste der Biografien |
Portal Biografien |
Personensuche
# |
A |
B |
C |
D |
E |
F |
G |
H |
I |
J |
K |
L |
M |
N |
O |
P |
Q |
R |
S |
T |
U |
V |
W |
X |
Y |
Z |
?
 
Ha |
Hd |
He |
Hi |
Hj |
Hk |
Hl |
Hm |
Hn |
Ho |
Hr |
Hs |
Ht |
Hu |
Hv |
Hw |
Hy
 
Hua |
Hub |
Huc |
Hud |
Hue |
Huf |
Hug |
Huh |
Hui |
Huj |
Huk |
Hul |
Hum |
Hun |
Huo |
Hup |
Huq |
Hur |
Hus |
Hut |
Huu |
Huv |
Huw |
Hux |
Huy |
Huz
Die Liste der Biografien führt alle Personen auf, die in der deutschsprachigen Wikipedia einen Artikel haben. Dieses ist eine Teilliste mit 22 Einträgen von Personen, deren Namen mit den Buchstaben „Huk“ beginnt.

## Huk
- Huk, Cécile (1907–1990), österreichisch-französische Widerstandskämpferin

### Huka
- Hukal, Joachim (* 1933), deutscher Maler und Grafiker

### Huke
- Huke Frink, Aline (1904–2000), US-amerikanische Mathematikerin und Hochschullehrerin
- Huke, Andreas (1876–1962), deutscher Gewerkschafter und Politiker (Zentrum), MdR
- Huke, Bob (1920–2002), britischer Kameramann
- Huke, Jörg (* 1962), deutscher Posaunist des Modern Jazz und Theaterkomponist
- Huke, Kirsti (* 1977), norwegische Jazz- und Popsängerin
- Huke, Marte (* 1974), norwegische Lyrikerin
- Huke, Maurice (* 1993), deutscher Leichtathlet
- Huke, Michael (* 1969), deutscher Leichtathlet
- Huke, Nikolai (* 1983), deutscher Politikwissenschaftler
- Huke, Sebastian (* 1989), deutscher Fußballspieler
- Huke, Wolfram (* 1981), deutscher Filmemacher

### Hukk
- Hukkataival, Nalle (* 1986), finnischer Kletterer
- Hukkelberg, Hanne (* 1979), norwegische Komponistin, Sängerin und Multi-Instrumentalistin

### Hukm
- Hukman, Ivana (* 1993), kroatische Fußballspielerin
- Hukmova, Jonbibi (* 2005), usbekische Sprinterin

### Huko
- Huković, Seid (1925–2001), jugoslawischer Pharmakologe

### Hukp
- Hukporti, Ariel (* 2002), deutscher BasketballspielerAriel Hukporti (* 2002)

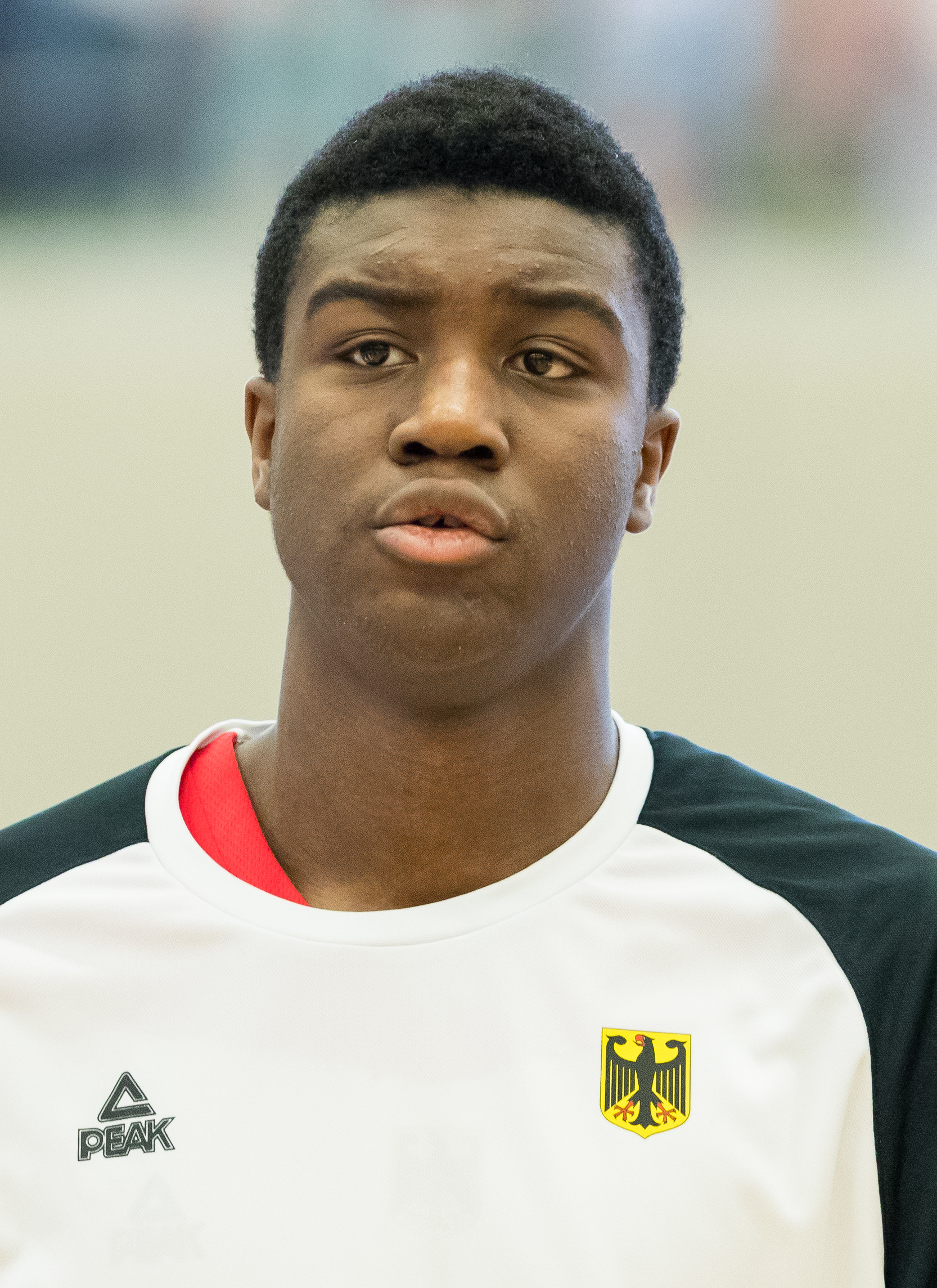
Ariel Hukporti (* 2002)

### Hukr
- Hukriede, Theodore W. (1878–1945), US-amerikanischer Politiker
- Hukriede, Thorsten (* 1976), deutscher Badmintonspieler

### Huku
- Hukuda-Strubreiter, Fabiane (* 1981), österreichische Judoka